# Soggy biscuit
Il soggy biscuit, dall'inglese "biscotto fradicio", conosciuto anche come ookie cookie, limp biscuit, wet biscuit, shoot the cookie, o cum on a cookie, è una pratica di sesso di gruppo maschile inerente alla masturbazione collettiva, dove i partecipanti si posizionano in cerchio con in mezzo un biscotto o un cracker, masturbandosi fino all'eiaculazione sullo stesso; l'ultima persona che eiacula o che non riesce a farlo, è costretta per penitenza a mangiare il suddetto biscotto inzuppato di sperma.
Questa sorta di "gioco di società" viene generalmente praticato da adolescenti anglosassoni in età scolare, soprattutto in Gran Bretagna, Stati Uniti ed Australia. In Australia, tale pratica è conosciuta con il nome soggy Sao derivante da una nota marca di cracker lì diffusa.
Sebbene la pratica non sia necessariamente associata all'omosessualità, dato che non richiede nessun contatto sessuale, l'idea e la pratica di tale "gioco" sono collegate allo spirito adolescenziale dell'esplorazione sessuale, solitamente identificato in Gran Bretagna negli studenti di college maschili pubblici e privati.

## Impatto nella società e mass-media
Anche se la terminologia può differire lievemente di volta in volta, la notorietà di tale pratica si è riflessa nella cultura popolare: alcuni esempi che citano o fanno riferimento al "soggy biscuit" includono il romanzo The Liar di Stephen Fry, il film tedesco Crazy del 2000, il film Hotdog - Un cane chiamato Desiderio del 2006, l'episodio Chains della serie televisiva Blackadder II e l'episodio Freaks and Greeks della serie televisiva Drawn Together.
Secondo il libro Law of the Playground, nel 1866 fu chiesto a un gruppo di uomini anglosassoni chi di loro avesse mai praticato "il gioco del soggy biscuit" e il 6,2% del campione ammise di aver giocato almeno una volta a tale gioco di società.
Nel novembre 2011 The Eagle-Tribune riportò la notizia che la polizia stava investigando sulla denuncia di due giovani giocatori di basket presumibilmente costretti da membri più anziani della squadra, con atti di bullismo, a prendere parte al gioco sessuale.
Nel gennaio 2012 è stata diffusa la notizia che due studenti erano stati espulsi, ed altri cinque sospesi, dalle rispettive scuole per aver praticato il "soggy biscuit".